# Silnik jonowy elektrostatyczny
Silnik jonowy elektrostatyczny jest rodzajem silnika jonowego wykorzystującego metalowe siatki o dużej różnicy potencjałów elektrycznych. Zjonizowane atomy (zazwyczaj są to atomy ksenonu) są kierowane przy pomocy pola magnetycznego w kierunku siatki o dodatnim potencjale. Następnie w obszarze między siatkami są one przyspieszane.
Po przekroczeniu z dużą prędkością drugiej siatki o ładunku ujemnym jony są neutralizowane elektronami przez zewnętrzną lampę katodową.

## Rozwój koncepcji silnika jonowego elektrostatycznego
Tradycyjny silnik jonowy elektrostatyczny składający się z dwóch siatek nie jest pozbawiony wad. Główną z nich było ograniczenie różnicy potencjałów między siatką dodatnią a ujemną do 5 kV. Przy większej różnicy potencjałów część jonów trafia bezpośrednio w konstrukcję drugiej siatki powodując jej erozję. Impuls właściwy Isp silnika jonowego elektrostatycznego zwykłego  wynosi maksymalnie 3000 m/s. 
Celem rozwiązania tej przeszkody w Australian National University (ANU) we współpracy z ESA opracowano koncepcję silnika DS4G (Dual-Stage 4-Grid) w którym każda z siatek została podwojona - pierwsza z siatek dodatnich jest nisko naładowana druga wysoko naładowana. W ten sposób uzyskano bardziej precyzyjny kierunek ruchu jonów, co umożliwiło osiągnięcie łącznej różnicy napięcia 30 kV. Prędkość wylotów jonów z silnika DS4G wynosi 210 km/s co daje impuls właściwy Isp = 21000 m/s ponad 4 razy więcej niż najwydajniejsze opracowane do tej pory silniki jonowe.